# Chiến dịch Gomel–Rechitsa
Chiến dịch Gomel–Rechitsa là một trong hai hoạt động quân sự lớn đầu tiên của Phương diện quân Byelorussia (Liên Xô) được hình thành sau khi sáp nhập Phương diện quân Trung tâm và Phương diện quân Bryansk ngày 20 tháng 10 năm 1943. Chiến dịch được thực hiện từ ngày 10 tháng 11 đến ngày 30 tháng 11 năm 1943 nhằm phá vỡ phòng tuyến sông Sozh của quân Đức, đánh chiếm các khu vực bàn đạp cho cánh Bắc của Tập đoàn quân 2 và cánh Nam của Tập đoàn quân 9 (Đức) đang phòng thủ trên khu vực Đông Nam của cái gọi là "Ban công Byelorussia". Chiến dịch này được tiến hành gần như đồng thời với Chiến dịch Chernigov-Pripyat do cánh trái của Phương diện quân Byelorussia thực hiện. Sau 21 ngày chiến đấu, Quân đội Liên Xô đã loại bỏ hoàn toàn tuyến phòng thủ của quân Đức dọc sông Sozh, đánh bại 17 sư đoàn Đức, giải phóng thành phố Gomel và các đô thị quan trọng như Rechitsa, Prudok, Potapovka (???); thiết lập khu vực bàn đạp tại Parychy, Đông Nam Bobruisk, chia cắt Tập đoàn quân 2 và Tập đoàn quân 9 (Đức). Các tập đoàn quân của Phương diện quân Byelorussia 1 đã tấn công trên một dải rộng 150 km, tiến sâu hơn 100 km, chiếm lĩnh các vị trí thuận lợi đẻ chuẩn bị tấn công giải phóng Byelorussya.

## Tình huống mặt trận
Ngày 24 tháng 8 năm 1943, Quân đội Liên Xô bắt đầu tổng tấn công trên toàn bộ mặt trận Ukraina bằng Chiến dịch tấn công tả ngạn sông Dniepr. Mở đầu cho chiến dịch lớn này, ngày 26 tháng 8, Phương diện quân Trung tâm (Liên Xô) mở Chiến dịch Chernigov-Pripyat. Năm ngày sau, Phương diện quân Bryansk mở Chiến dịch tấn công Bryansk. Cả hai phương diện quân cùng song hành tiến về phía Tây từ 150 đến trên 200 km và đến đầu tháng 10 năm 1943 thì cùng dừng lại trước phòng tuyến sông Sozh và sông Dniepr của quân đội Đức Quốc xã. Bộ Tổng tư lệnh quân đội Liên Xô đánh giá hướng Đông Nam Byelorussia là hướng tấn công trọng điểm cần có những lực lượng mạnh.
Ngày 20 tháng 10 năm 1943, STAVKA cơ cấu lại các phương diện quân Liên Xô trên toàn mặt trận. Theo đó, Phương diện quân Trung tâm sáp nhập với Phương diện quân Bryansk thành Phương diện quân Byelorussia. Các tập đoàn quân 13 và 60 trên cánh trái của phương diện quân được chuyển giao cho Phương diện quân Ukraina 1. Phương diện quân Byelorussia có nhiệm vụ tấn công trên hướng Đông Nam Belarus, đánh vào cánh phải của Cụm tập đoàn quân Trung tâm (Đức); dành một phần lực lượng tiến công dọc theo rìa phía Nam vùng đồng lầy Polesia đến Koven, che chở cho cánh phải của Phương diện quân Ukraina 1 đang tấn công Kiev.
Sau khi lần lượt để mất các dải phòng ngự từ tuyến Lyudinovo - Bryansk - Rylsk - Sumy đến tuyến Krichev - Novozybkov - Chernigov. Đầu tháng 10 năm 1943 cánh phải của Cụm tập đoàn quân Trung tâm và cánh trái của Cụm tập đoàn quân Nam (Đức) củng cố các vị trí phòng thủ trên các tuyến sông Sozh và Dniepr, chặn đà tiến công của quân đội Liên Xô trong khoảng một tháng. Sau khi bổ sung quân số và phương tiện, tích lũy đạn dược và lương thực, tiến hành trinh sát trên dải tấn công rộng đến hơn 200 km từ Chavusy đến Chernobyl, Tư lệnh Phương diện quân Byelorussia, đại tướng K. K. Rokossovsky đề nghị Đại bản doanh cho phép mở chiến dịch tấn công trên hướng Gomel-Rechitsa.

## Binh lực và kế hoạch

### Quân đội Liên Xô

#### Binh lực
Phương diện quân Byelorussia (thành lập ngày 20 tháng 10 năm 1943) do đại tướng K. K. Rokossovsky làm tư lệnh, thượng tướng M. S. Malinin làm tham mưu trưởng. Binh lực tổng cộng trên 750.000 người:
- Tập đoàn quân 3 do trung tướng A. V. Gorbatov chỉ huy. Thành phần gồm có:
  - Bộ binh: Các quân đoàn 41, 80 và Sư đoàn 269. Tổng cộng 7 sư đoàn
  - Pháo binh: Trung đoàn lựu pháo cận vệ 295, Trung đoàn pháo chống tăng 584, Trung đoàn phòng không 1284.
  - Thiết giáp: Các trung đoàn xe tăng 13 (cận vệ), 36, 225; Trung đoàn pháo tự hành 1538
  - Công binh: Tiểu đoàn công binh hỗn hợp cận vệ 9
- Tập đoàn quân 11 của trung tướng I. I. Fedyuninsky, thành phần gồm có:
  - Bộ binh: Các quân đoàn 25, 53 (tổng cộng 7 sư đoàn)
  - Pháo binh: 1 trung đoàn pháo chống tăng, 1 trung đoàn súng cối, 1 sư đoàn phòng không.
  - Thiết giáp: 3 trung đoàn xe tăng, 1 trung đoàn pháo tự hành.
  - Công binh: 2 tiểu đoàn công binh hỗn hợp.
- Tập đoàn quân 48 do trung tướng P. L. Romanenko chỉ huy. Thành phần gồm có:
  - Bộ binh: Quân đoàn 42; các sư đoàn 102, 137, 170, 175 và 194. Tổng cộng 8 sư đoàn.
  - Pháo binh: Trung đoàn lựu pháo 1168; các trung đoàn pháo chống tăng 20, 220 (cận vệ); Lữ đoàn súng cối cận vệ 35; Trung đoàn súng cối 479; Trung đoàn phòng không 461.
  - Thiết giáp: Trung đoàn xe tăng 193.
  - Công binh: Tiểu đoàn công binh hỗn hợp 313
- Tập đoàn quân 50 do trung tướng I. V Boldin chỉ huy. Thành phàn gồm có:
  - Bộ binh: Quân đoàn 46, các sư đoàn 108, 110, 324 và 380. Tổng cộng 7 sư đoàn
  - Pháo binh: Trung đoàn pháo chống tăng 1321, Trung đoàn súng cối 475, Sư đoàn phòng không 14 (gồm các trung đoàn 715, 718, 721, 1269), Trung đoàn phòng không 1484.
  - Thiết giáp: Các trung đoàn xe tăng 8 (cận vệ) và 233; các trung đoàn cơ giới 21, 43.
  - Công binh: Lữ đoàn 2 công binh cầu phà. Các tiểu đoàn công binh công trình 307, 309; các tiểu đoàn rà phá mìn 63, 92.
- Tập đoàn quân 61 do trung tướng P. A. Belov chỉ huy. Thành phần gồm có:
  - Bộ binh: các quân đoàn cận vệ 9, 29; Quân đoàn 89. Tổng cộng 9 sư đoàn.
  - Kỵ binh: Quân đoàn cận vệ 7 gồm các sư đoàn kỵ binh cận vệ 14, 15, 16; Trung đoàn pháo tự hành 1897; Trung đoàn pháo chống tăng cận vệ 145; Tiểu đoàn pháo chống tăng cận vệ 7, Các trung đoàn súng cối cận vệ 7 và 57; Trung đoàn phòng không 1733.
  - Thiết giáp: Lữ đoàn xe tăng 68.
  - Công binh: các tiểu đoàn công binh công trình 310, 344, 386.
- Tập đoàn quân 63 do trung tướng V. Ya. Kolpakchi chỉ huy. Thành phần gồm có:
  - Bộ binh: Các quân đoàn 35, 40; các sư đoàn 41, 169. Tổng cộng 8 sư đoàn.
  - Pháo binh: Trung đoàn lựu pháo 554; các trung đoàn pháo chống tăng 1071, 1311; Trung đoàn súng cối 286, Sư đoàn phòng không 28 (gồm các trung đoàn 1355, 1359, 1365 và 1371.
  - Thiết giáp: Trung đoàn xe tăng cận vệ 26, Trung đoàn pháo tự hành 1901.
  - Công binh: Tiểu đoàn công binh hỗn hợp 356.
- Tập đoàn quân 65 do trung tướng P. I. Batov chỉ huy. Thành phần gồm có:
  - Bộ binh: Các quân đoàn cận vệ 18, 19; Quân đoàn 27; Sư đoàn 106. Tổng cộng 11 sư đoàn.
  - Pháo binh: Các trung đoàn pháo chống tăng 120, 543; các trung đoàn súng cối 143 (cận vệ), 218, 478: Trung đoàn phòng không 235.
  - Thiết giáp: Các trung đoàn xe tăng 45, 255.
  - Công binh: Lữ đoàn công binh cầu phà 14, tiểu đoàn công binh công trình 321
- Tập đoàn quân không quân 16 do trung tướng S. G. Rudenko chỉ huy. Thành phần gồm có:
  - Tiêm kích: 6 sư đoàn.
  - Cường kích: 2 sư đoàn.
  - Ném bom: 4 sư đoàn.
  - Vận tải: 1 trung đoàn.
  - Trinh sát, cứu hộ: 1 trung đoàn
  - Liên lạc: 1 trung đoàn
- Lực lượng dự bị trực thuộc tư lệnh Phương diện quân:
  - Quân đoàn kỵ binh cận vệ 2 gồm các sư đoàn kỵ binh cận vệ 3, 4, 17; Trung đoàn pháo tự hành 1812; Trung đoàn pháo chống tăng cận vệ 149; Tiểu đoàn chống tăng cận vệ 2; các trung đoàn súng cối cận vệ 10, 60; Trung đoàn phòng không 1730.
  - Quân đoàn xe tăng cận vệ 1 của thiếu tướng M. F. Panov gồm các lữ đoàn xe tăng 89, 117, 159; Lữ đoàn cơ giới 44; Trung đoàn pháo tự hành 1437; Tiểu đoàn mô tô trinh sát 86; Trung đoàn pháo chống tăng 1514; các trung đoàn súng cối 108, 383; Trung đoàn phòng không 1720.
  - Quân đoàn xe tăng cận vệ 9 gồm các lữ đoàn xe tăng 23, 95, 108' Lữ đoàn cơ giới 8; Trung đoàn pháo tự hành 1455; Trung đoàn pháo chống tăng 730 оиптдн; các tiểu đoàn xe bọc thép trinh sát 40, 59.
  - Quân đoàn pháo binh 4: 2 sư đoàn pháo binh hỗn hợp, 1 sư đoàn súng cối cận vệ, 1 lữ đoàn lựu pháo, 3 trung đoàn pháo chóng tăng; 7 trung đoàn súng cối 81 mm; 2 sư đoàn và 3 trung đoàn phòng không.

#### Kế hoạch
Nằm bên rìa phía Đông Bắc vùng đầm lầy Polesia, Gomel là trung tâm đường sắt và đường bộ quan trọng ở Đông Nam Belarus. Từ đây có các tuyến đường tỏa đi Unecha ở phía Đông Bắc, Novgorod-Seversky ở phía Đông, đi Chernogov và Konotov ở phía Nam, đi Mogilev ở phía Bắc, đi Bobruisk và Minsk ở phía Tây Bắc, đi Mozyr và Kiev. Cách Gomel 45 km về phía Tây là Rechitsa, một thành phố nằm bên bờ Tây sông Dniepr, tuy không lớn nhưng có tầm quan trọng trong hệ thống phòng tuyến Panther Wotan của Cụm tập đoàn quân Trung tâm (Đức). Do Tập đoàn quân 2 và Tập đoàn quân 9 (Đức) tập trung phòng thủ hướng Gomel nên tướng K. K. Rokossovsky chọn hướng Rechitsa, nơi tiếp giáp giữ Tập đoàn quân 2 và Tập đoàn quân 9 (Đức) là hướng tấn công chủ yếu. Các tập đoàn quân 48 và 65 sẽ đảm nhận hướng tấn công này. Những lực lượng đột kích mạnh của Phương diện quân cũng được tập trung về đây. Các quân đoàn xe tăng 9 và cận vệ 1 sẽ đột kích sau trong dải tấn công của Tập đoàn quân 48, các quân đoàn kỵ binh cận vệ 2 và 7 sẽ tấn công sau khi Tập đoàn quân 65 đột phá mở cửa trên khu vực Loyew. Pháo binh trực thuộc phương diện quân được tập trung trên các hướng tấn công phía Bắc và phía Nam Gomel. Tập đoàn quân 11 có nhiệm vụ giam chân chủ lực các quân đoàn xe tăng 41 và 56 (Đức) tại Gomel. Các tập đoàn quân 3, 50, 61, 63 có nhiệm vụ tấn công bổ trợ trên các hướng Novy Bykhov, Potapovka (???) và Prudok, kéo giãn hàng phòng ngự của quân đội Đức Quốc xã.
Nhiệm vụ thứ nhất của các tập đoàn quân 48, 65 và 11 là nhanh chóng đánh chiếm Rechitsa, cắt đứt các đường giao thông từ Gomel sang phía Tây, bao vây và tiêu diệt cụm quân Đức đang phòng thủ tại Gomel. Trong điều kiện phát triển thuận lợi, sẽ thực hiện nhiệm vụ thứ hai, vượt sang bên kia sông Dniepr, đánh chiếm tuyến Elsk (Yelsk) - Mozyr - Kalinkavichi - Parichi - Bobruisk - Klichev, tiếp cận tuyến sông Berezina, tạo bàn đạp đánh chiếm Minsk từ hướng Đông Nam.
Tuy nhiên, kế hoạch sử dụng xe tăng của tướng K. K. Rokossovsky có nguy cơ bị phá vỡ. Ngày 25 tháng 10, STAVKA có chỉ lệnh chuyển giao Quân đoàn xe tăng cận vệ 1 cho Phương diện quân Pribaltic 1. Ngày 27 tháng 10 các lữ đoàn xe tăng 117, 159, Lữ đoàn cơ giới 44 và Trung đoàn pháo tự hành 1437 xếp quân lên tàu hỏa tại nhà ga Unecha để đi Velikiye Luki. Lữ đoàn xe tăng 89 được lệnh bàn giao 10 xe tăng còn hoạt động được cho Tập đoàn quân 63, sau đó, cũng về Moskva nhận xe tăng mới để đến Phương diện quân Pribaltic 1. Để bù đắp số lượng xe tăng thiếu hụt trên hướng tấn công chính, tướng K. K. Rokossovsky buộc phải điều các trung đoàn xe tăng 8 (cận vệ) và 233 từ Tập đoàn quân 50 đến Tập đoàn quân 48. Ông hy vọng với 3 trung đoàn xe tăng và 1 trung đoàn pháo tự hành, Tập đoàn quân 3 sẽ hỗ trợ cho Tập đoàn quân 50 trên hướng Novy Bykhov - Klichev.

### Quân đội Đức Quốc xã

#### Binh lực
Cánh Nam của Cụm Tập đoàn quân Trung tâm do thống chế Ernst Busch làm tư lệnh (thay thống chế Günther von Kluge từ ngày 12 tháng 10 năm 1943). Thành phần gồm có:
- Tập đoàn quân 9 (Đức) do thượng tướng Josef Harpe chỉ huy (thay thống chế Walter Model từ ngày 4 tháng 11 năm 1943. Trong biên chế có:
  - Quân đoàn xe tăng 41 của tướng Helmuth Weidling, gồm có:
    - Sư đoàn xe tăng 18 của tướng Karl-Wilhelm von Schlieben, gồm các trung đoàn xe tăng 18, 52, 101; Trung đoàn pháo tự hành 88, Tiểu đoàn xe tăng xung kích 98, Tiểu đoàn trinh sát cơ giới 18, Trung đoàn phòng không 292, các tiểu đoàn pháo chống tăng, thông tin, công binh.
    - Sư đoàn bộ binh 86 của tướng Joachim Witthöft.
    - Sư đoàn bộ binh 292 của tướng Richard John
    - Sư đoàn bộ binh 134 của tướng Hans Schlemmer

  - Quân đoàn bộ binh 23 của tướng Johannes Frießner, gồm có:
    - Sư đoàn bộ binh 253 của tướng Hans Junck
    - Sư đoàn bộ binh 296 của tướng Arthur Kullmer.
    - Sư đoàn bộ binh 383 của tướng Edmund Hoffmeister.

  - Quân đoàn bộ binh 55 của tướng Friedrich Herrlein, gồm có:
    - Sư đoàn bộ binh 6 của tướng Horst Großmann.
    - Sư đoàn bộ binh 110 của tướng Albrecht Wüstenhagen.
    - Sư đoàn bộ binh 267 của tướng Otto Drescher.
    - Sư đoàn bộ binh 268 của tướng Heinrich Greiner.

  - Quân đoàn bộ binh 35 của tướng Friedrich Wiese, gồm có:
    - Sư đoàn cơ giới 36 của tướng Rudolf Stegmann
    - Sư đoàn bộ binh 31 của tướng Wilhelm Ochsner
    - Sư đoàn bộ binh 299 của tướng Ralph Graf von Oriola
    - Sư đoàn bộ binh 707 của tướng Alexander Conrady
    - Lữ đoàn bộ binh SS Wiedemann.

  - Trực thuộc tập đoàn quân:
    - Bộ binh: Sư đoàn 321 của tướng Georg Zwade, các tiểu đoàn xung kích 42, 47.
    - Pháo binh: Các trung đoàn pháo binh hạng nặng 532, 620, 817; các trung đoàn lựu pháo 37, 41.
    - Thiết giáp: Các trung đoàn xe tăng hạng nặng 665, 743; các trung đoàn pháo tự hành 10, 18.
    - Công binh: 3 tiểu đoàn cầu phà; 3 tiểu đoàn làm đường; 3 tiểu đoàn công binh công trình; 1 tiểu đoàn công binh xung kích.
- Tập đoàn quân 2 (Đức) do thượng tướng Walter Weiss chỉ huy. Trong biên chế có:
  - Quân đoàn xe tăng 46 của tướng Hans Gollnick, gồm có:
    - Sư đoàn xe tăng 16 của tướng Hans-Ulrich Back gồm các trung đoàn xe tăng 2, 64, 79; Trung đoàn pháo tự hành 16; Trung đoàn phòng không 274; các tiểu đoàn cơ giới, pháo chống tăng, trinh sát, công binh, kỹ thuật.
    - Sư đoàn bộ binh 7 của tướng Gustav Gihr.
    - Sư đoàn bộ binh 102 của tướng Werner von Bercken.
    - Lữ đoàn bộ binh 1 SS

  - Quân đoàn xe tăng 56 của tướng Anton Graßer, gồm có:
    - Sư đoàn xe tăng 4 của tướng Dietrich von Saucken, gồm các trung đoàn xe tăng 12, 33, 35; Trung đoàn pháo tự hành 103; Tiểu đoàn pháo chống tăng tự hành 49; Tiểu đoàn pháo chống tăng 4; các tiểu đoàn cơ giới, trinh sát, công binh, kỹ thuật.
    - Sư đoàn xe tăng 5 của tướng Karl Decker, gồm các trung đoàn xe tăng 13, 14, 31; Trung đoàn pháo tự hành 116; Trung đoàn phòng không 288; các tiểu đoàn pháo chống tăng 5, 53; các tiểu đoàn trinh sát, cơ giới, công binh, kỹ thuật.
    - Sư đoàn xe tăng 12 của tướng Freiherr von Bodenhausen, gồm các trung đoàn xe tăng 5, 25, 29, Trung đoàn pháo tự hành 2, Trung đoàn phòng không 303, các tiểu đoàn pháo chống tăng 2, 12; các tiểu đoàn cơ giới, trinh sát, công binh, kỹ thuật.
    - Sư đoàn bộ binh 203 của tướng Rudolf Pilz.

  - Quân đoàn bộ binh 20 của tướng Rudolf Freiherr von Roman, gồm có:
    - Sư đoàn bộ binh 45 của tướng Joachim Engel
    - Sư đoàn bộ binh 137 của tướng Egon von Neindorff.
    - Sư đoàn bộ binh 251 của tướng Maximilian Felzmann.

  - Quân đoàn bộ binh 7 (Hungary).
- Tập đoàn quân 4 (Đức) do thượng tướng Gotthard Heinricichỉ huy. Cánh nam của Tập đoàn quân tham gia chiến dịch gồm có:
  - Quân đoàn bộ binh 12 của tướng Kurt von Tippelskirch, gồm có:
    - Sư đoàn bộ binh 35 của tướng Johann-Georg Richert
    - Sư đoàn bộ binh 131 của tướng Friedrich Weber
    - Sư đoàn bộ binh 342 của tướng Heinrich Nickel.
    - Sư đoàn bộ binh 260 của tướng Dietrich von Cholitz.
- Tập đoàn quân không quân 6 (Đức) do thượng tướng Robert Ritter von Greim chỉ huy, sử dụng 4 sư đoàn không quân hỗn hợp yểm hộ mặt đất cho quân Đức trên khu vực tác chiến.

Trong chiến dịch, quân Đức được tăng cường thêm 7 sư đoàn bộ binh và 1 lữ đoàn kỵ binh SS.

#### Kế hoạch
Đối diện với 7 tập đoàn quân Liên Xô trên phòng tuyến sông Sozh và sông Dniepr là 30 sư đoàn Đức, trong đó có 5 sư đoàn xe tăng và 1 sư đoàn cơ giới. Quân Đức bố trí phòng thủ trên ba tuyến sông đều theo hướng Tây Bắc Đông Nam và Bắc Nam. Tuyến sông Sozh nối liền với tuyến sông Dniepr ở ngã ba Loyew, có các cụm cứ điểm tiền tiêu từ Chavusy qua Propoysk (Slawharad), Chechersk, Gomel, Loyew đến Lyubech. Trong đó, các trung tâm phòng ngự chủ yếu đặt tại Gomel và Loyew. Tuyến phòng thủ thứ hai (tuyến chính) chạy dọc theo thượng nguồn sông Dniepr từ Mogilev qua Bykhov, Novy Bykhov, Rogachev, Zhlobin, Gorbal (???), Rechitsa đến ngã ba sông ở Loyew. Các trung tâm phòng ngự chủ yếu đặt tại Mogilev, Zhlobin và Rechitsa. Tuyến phòng thủ thứ ba chạy dọc theo sông Pripyat từ Mozyr đến Chernobyl, che chở cho hướng bắc Kiev.
Do địa hình Đông Nam Belarus là các dải đồng lầy dọc theo các con sông xen kẽ với các cánh rừng hỗn hợp phía đông khu đầm lầy Polesia rộng lớn nên thống chế Ernst Busch bố trí tập trung xe tăng vào các trung tâm đường sắt và đường bộ tại Mogilev, Gomel, Rechitsa, Zhlobin, Kalinkovichi. Các sư đoàn xe tăng Đức sẽ sử dụng tàu hỏa hoặc hành quân theo đường bộ để cơ động phản kích trên các hướng bị de dọa tấn công. Riêng tuyến đường sắt Gomel - Rechitsa được giao cho Quân đoàn xe tăng 56 án ngữ. Các trận địa pháo chủ yếu của cánh Nam Tập đoàn quân 9 và cánh bắc Tập đoàn quân 2 được bố trí dọc theo tuyến phòng thủ thứ hai.

## Diễn biến

### Các trận tấn công tạo thế
Hơn hai tuần sau khi Phương diện quân Bryansk hoàn thành Chiến dịch tấn công Bryansk và Phương diện quân Trung tâm hoàn thành Chiến dịch Chernigov-Pripyat, các tập đoàn quân của Phương diện quân Byelorussia mới thành lập đã tiếp tục mở những trận đánh cục bộ để tạo thế tiếp tục tấn công. Tuy nhiên, kết quả thu được rất hạn chế. Tập đoàn quân 65 của tướng P. I. Batov bị mắc kẹt trên khu vực ngã ba sông Sozh và sông Dniepr tại Loyew. Tập đoàn quân 48 cũng trong tình trạng tương tự. Tập đoàn quân 63 của tướng V. Ya. Kolpakchi đã mấy lần tổ chức vượt sông Sozh ở khu vực Sherstin, phía Bắc Gomel nhưng đều bị Quân đoàn xe tăng 46 (Đức) đánh bật trở lại. Tình trạng thiếu hụt đạn dược, nhiên liệu và lương thực cũng như việc bổ sung quân số thay thế bị chậm trễ do các tuyến đường sắt ra mặt trận bị phá hoạt chưa kịp khôi phục đã ảnh hưởng xấu đến sức chiến đấu của các tập đoàn quân 3 và 50. Cuối tháng 10 năm 1943, tướng K. K. Rokossovsky buộc phải chọn một giải pháp "dương Đông kích Tây" để đánh chiếm một bàn đạp vượt sông Dniepr.
Ngày 22 tháng 10, các tập đoàn quân 3, 50 và 63 (Liên Xô) đồng loạt mở các trận tấn công vượt sông Sozh từ phía Nam Chavusy đến Chechersk, phía Gomel hơn 30 km, làm như sẽ mở cuộc đột kích chính theo hướng Tây đến Bobruisk. Ba ngày sau, tại dải tấn công của Tập đoàn quân 3, Quân đoàn bộ binh 41 đã chiếm được một đầu cầu nhỏ phía bắc Zagorye, trên bờ Tây sông Sozh, rộng 6 km, sâu 2 km. Ngày 26 tháng 10, Quân đoàn bộ binh 41 có Trung đoàn xe tăng cận vệ 13 và Trung đoàn pháo chống tăng 584 sang sông hỗ trợ đã mở rộng căn cứ đầu cầu sâu thêm 1 km về phía Tây. Quân Đức lập tức có phản ứng, 2 sư đoàn xe tăng của Quân đoàn xe tăng 56 (Đức) được điều từ phía Nam Gomel lên khu vực bị đột phá, phối hợp với Sư đoàn xe tăng 18 (Quân đoàn xe tăng 41) tập trung phá căn cứ đầu cầu này. Từ ngày 27 đến ngày 29 tháng 10, Tập đoàn quân 3 (Liên Xô) phải đối phó với hàng chục đợt phản kích của xe tăng và bộ binh Đức. Ngày 28 tháng 10, tướng K. K. Rokossovaky lấy từ binh lực dự bị của mình 1 lữ đoàn lựu pháo và 2 trung đoàn pháo chống tăng để chi viện cho Tập đoàn quân 3. Tướng S. G. Rudenko chỉ huy cũng được lệnh dành ra 1 sư đoàn tiêm kích và 1 sư đoàn cường kích để yểm hộ cho hướng này. Đến ngày 30 tháng 10, quân Đức không những không tiêu diệt được căn cứ đầu cầu của Quân đoàn bộ binh 41 (Liên Xô) mà còn chịu thiệt hại nặng. Sau một tuần, căn cứ đầu cầu này được mở rộng thêm lên 7 km chiều rộng và 4 km chiều sâu. Ngày 1 tháng 11 năm 18 sĩ quan và binh lính Đức trong số 74 tù binh bị quân đội Liên Xô bắt sống tại khu vực đầu cầu Zagorye đều khai họ thuộc Sư đoàn cơ giới 36 và Sư đoàn đoàn xe tăng 4 đang đóng ở Rechitsa được điều lên hướng này. Đòn nghi binh thu hút một phần quân Đức lên phía Bắc Gomel đã thành công. Tướng K. K. Rokossovsky yêu cầu Tập đoàn quân 3 tiếp tục mở rộng căn cứ đầu cầu và ra lệnh cho các tập đoàn quân 48, 65 tiến hành vượt sông, trinh sát chiến đấu.
Ngày 7 tháng 10, tướng P. I. Batov điều Quân đoàn bộ binh cận vệ 18 và Trung đoàn xe tăng 45 tổ chức vượt sông ở phía Nam ngã ba Loyew. Tướng P. L. Romanenko cũng điều các sư đoàn bộ binh 102, 137, 170 đổ bộ sang đất hẹp giữa sông Dniepr và sông Sozh ở phía Bắc Loyew. Ngày 9 tháng 11, các sư đoàn Liên Xô đã thu được thành công ngoài sự mong đợi. Toàn bộ dải đất hẹp giữa hai con sông Dniepr và Sozh bị quân đội Liên Xô chiếm lĩnh. Tập đoàn quân 65 đã có được một bàn đạp tấn công rộng 12 km, sâu 6 km ở phía Nam Loyew, đủ triển khai toàn bộ binh lực xung kích để tấn công. Sau một ngày quân đội Liên Xô tiếp tục chuyển quân quân sông, ngày 10 tháng 11 năm 1943, những diễn biến chính của Chiến dịch Gomel–Rechitsa bắt đầu.

### Điểm chốt Rechitsa
8 giờ sáng ngày 10 tháng 11, các sư đoàn pháo binh hỗn hợp 5 và 12 của Phương diện quân Byelorussia bắt đầu bắn phá tuyến phòng thủ của quân Đức ở phía Tây Loyew. Không đợi bộ binh hoàn thành đột phá cửa khẩu, tướng P. I. Batov tung ngay các trung đoàn xe tăng 45 và 255 yểm hộ cho các quân đoàn bộ binh cận vệ 18 và 19 tiến công vòng lên phía Tây Rechitsa. Bên phải Tập đoàn quân 65, Tập đoàn quân 48 cũng đột kích dọc theo sông Dniepr về phía Rechitsa. Trong ngày đầu tiên, Tập đoàn quân 65 đã mở một cửa khẩu rộng 20 km, sâu 10 đến 14 km phía Tây Nam Rechitsa. Ngày 11 tháng 11, tướng K. K. Rokossovsky tung Quân đoàn xe tăng cận vệ 9 và Quân đoàn kỵ binh cận vệ 2 vào cửa đột phá. Xe tăng Liên Xô xuất hiện phía đột ngột phía Tây Rechitsa đã gây rối loạn cho tuyến phòng thủ chính của quân Đức dọc theo sông Dniepr.
Ngày 12 tháng 11, tướng Walter Weiss điều Sư đoàn xe tăng 5 và các sư đoàn bộ binh 45, 203 phản kích vào bên sườn Tập đoàn quân 65 và Tập đoàn quân 48. Ngày 15 tháng 11, Quân đoàn xe tăng cận vệ 9 và Quân đoàn kỵ binh cận vệ 2 đã đẩy lui các đòn đột kích này và tiếp tục tiến sâu thêm hơn 20 km, cắt đứt đường sắt Gomel - Mozyr và đường bộ Gomel - Ozarichi. Ngày 16 tháng 11, Quân đoàn bộ binh 42 trên cánh phải của Tập đoàn quân 48 và Quân đoàn kỵ binh cận vệ 7 vượt sông Sozh đánh vào sau lưng Sư đoàn xe tăng xe tăng 4 Đức đang phản công dọc bờ Đông sông Dniepr. Đòn tập hậu của Quân đoàn bộ binh 42 và Quân đoàn kỵ binh cận vệ 7 đã vô hiệu hóa hàng rào phòng thủ của quân Đức dọc sông Sozh từ Loyew đến Gomel. Ngày 18 tháng 11, Tập đoàn quân 48 giải phóng Rechitsa, đánh chiếm cây cầu đường sắt qua Rechitsa sang Kalinkovichi, cô lập cách quân Đức đóng tại khu vực Gomel.
Ngày 21 tháng 11, Tập đoàn quân 65 đột phá qua Khutor (???), tiến dọc theo bờ Tây sông Berzina lên phía Bắc, cắt đứt đoạn đường sắt Zhlobin - Kalinkovichi, đánh chiếm cây cầu chiến lược bắc qua sông Berezina ở Shatinky (???). Tập đoàn quân 48 cũng vượt sông Berezina ở Gorval (???), uy hiếp phía Nam Zhlobin. Ngày 23 tháng 11, tướng Walter Weiss tập trung các sư đoàn xe tăng 12, 16 và 5 sư đoàn bộ binh của Quân đoàn xe tăng 46 và Quân đoàn bộ binh 20 tổ chức một trận phản công lớn từ Parychi và Ozarychi (???) vào cánh quân xung kích của Tập đoàn quân 65 đang tấn công lên phía Nam Bobruisk. Nhờ cuộc tấn công của Tập đoàn quân 61 vào Kalinkovichi, các sư đoàn xe tăng và bộ binh Đức tấn công từ Ozarychi lên phía Bắc đã bị kéo lùi trở lại. Ngày 25 tháng 11, Tướng P. I. Batov sử dụng Quân đoàn kỵ binh cận vệ 2 phản đột kích vào sườn trái cánh quân của Quân đoàn xe tăng 46 (Đức) đang từ phía Bắc tiến xuống Ovrucha (???). Ngày 26 tháng 11, cuộc phản công của quân Đức bị chặn đứng, Tập đoàn quân 65 giữ vững mũi đất nhô trên khu vực Ovrucha và kiểm soát rìa phía Đông đầm lầy Polesia, chia cắt Cụm tập đoàn quân Trung tâm với Cụm tập đoàn quân Nam (Đức)

### Giải phóng Gomel
Nếu như các đòn tấn công phía Nam Gomel của quân đội Liên Xô gây ra những lo ngại lớn cho Bộ tư lệnh Cụm tập đoàn quân Trung tâm (Đức) thì cuộc tấn công ở phía Bắc Gomel lại gặp một số trở ngại. Ngày 12 tháng 11, Tập đoàn quân 11 bắt đầu vượt sông Sozh ở cách Gomel 8 km về phía Bắc. Sau khi chiếm được một đầu cầu nhỏ, trong suốt mười ngày, từ ngày 12 đến ngày 22 tháng 11, Tập đoàn quân 11 không tiến thêm được một bước nào. Phía Bắc Gomel 20 km, Tập đoàn quân 63 cũng triển khai tấn công để đánh chiếm bàn đạp phía Nam Chechersk nhưng trong ba ngày tiếp theo, mọi cố gắng của quân đội Liên Xô để mở rộng bàn đạp này đều không thành công. Sở dĩ có tình huống này là do quân Đức đã chủ động đối phó khi biết hướng tấn công chính của quân đội Liên Xô nhằm vào hữu ngạn sông Dniepr.
Ngày 15 tháng 11, sau khi nhận được tin cấp báo từ khu vực Loyew, tướng Walter Weiss điều Sư đoàn xe tăng 4, Sư đoàn cơ giới 36 và các sư đoàn bộ binh 31, 299 bỏ cuộc tấn công vào bàn đạp Zagorye rút theo đường bộ về Gomel, chốt chặt các bến vượt sông phía Bắc Gomel và nhà ga Buda-Koshelyevo phía Tây Bắc Gomel. Đòn hồi mã thương này đã buộc các Tập đoàn quân 11 và 63 (Liên Xô) phải liên tục đột kích vỗ mặt vào phía Bắc Gomel nhưng không thu được kết quả nào đáng kể mà còn bị tiêu hao lực lượng khi cố gắng đột phá tới nhà ga Buda-Koshelyevo. Chỉ đến ngày 26 tháng 11, khi cuộc phản công của quân Đức tại khu vực Ovrucha thất bại, tướng Walter Weiss mới buộc phải rút quân khỏi Gomel. Chiều 26 tháng 11, Quân đoàn bộ binh 11 và Trung đoàn xe tăng 42 tiến vào giải phóng Gomel.
Nắm được hướng rút quân của Quân đoàn xe tăng 46 (Đức), Bộ tư lệnh Phương diện quân Byelorussia 1 yêu cầu các tập đoàn quân 11 và 63 không được dùng lại ở Gomel mà phải tiếp tục truy kích. Ngày 27 tháng 11, Tập đoàn quân 63 đột phá qua nhà ga Buda-Koshelyevo (Potapovka), tấn công dọc theo đường sắt về Zhlobin nhưng đến ngày 29 tháng 11 vẫn phải dừng lại cách thị trấn này 3 km về phía Đông. Tập đoàn quân 11 (Liên Xô) với những đòn đánh "vuốt đuôi" cũng chỉ có thể truy kích quân Đức đến trước cửa ngõ Zhlobin và buộc phải dừng lại trên bờ Đông sông Dniepr. Thành công lớn nhất thuộc về Tập đoàn quân 48. Ngày 28 tháng 11, các sư đoàn bộ binh 175 và 194 của Tập đoàn quân này từ thê đội 2 được điều lên tuyến đầu đã vượt sông Berezina tại phía Đông Gorval (???), cách nơi hợp lưu giữa sông Berezina và sông Dniepr 5 km về phía Tây và đánh chiếm một đầu cầu rộng 15 km, sâu 10 km trên khu tam giác Gorval - Shatilky(???) - Streshin. Ngày 29 tháng 11, tướng P. L. Romanenko đã điều động Sư đoàn bộ binh 102, Trung đoàn pháo chống tăng cận vệ 220 và Lữ đoàn súng cối cận vệ 35 tăng cường phòng ngự tại đầu cầu này. Do nằm giữa hai con sông Dniepr và Berezina nên mọi nỗ lực công kích chính diện của quân đội Đức Quốc xã nhằm thủ tiêu căn cứ đầu cầu này đều vô hiệu. Nửa năm sau đó, đầu cầu này trở thành bàn đạp rất lợi hại để tấn công cánh quân Bobruisk của quân Đức trong Chiến dịch Bagration.

### Ở hai bên sườn
Ở cánh phải của Phương diện quân, sự kiên trì của tướng A. V. Gorbatov đã có kết quả, sau gần 1 tháng kiên trì phòng ngự tích cực trên bàn đạp Zagorya nhỏ hẹp, ngày 16 tháng 11, Tập đoàn quân 3 lại tiếp tục tấn công khi Sư đoàn xe tăng 18 và Sư đoàn cơ giới 36 đã rút xuống Gomel. Ngày 18 tháng 11, Quân đoàn bộ binh 41 có Trung đoàn xe tăng 35 và trung đoàn pháo tự hành 1538 dẫn dầu đã mở cuộc tấn công về hướng Novy Bykhov, tiến thêm được hơn 50 km, đánh chiếm thị trấn Gadzilovichi trên bờ Đông sông Dniepr. Bên cánh phải của họ, Tập đoàn quân 50 cũng vượt qua sông Sozh ở phía Nam Chausy, tiến về phía Tây thêm từ 15 đến 35 km. Đến đây, Cánh Bắc của Phương diện quân Byelorussia phải dừng lại trước tuyến sông Dniepr. Tập đoàn quân 61 trên cánh Nam của phương diện quân cũng phải dừng lại trước cửa ngõ Mozyr do Tập đoàn quân 13 sau khi được chuyển giao cho Phương diện quân Ukraina 1 đang kẹt lại trên khu vực Chernobyl. Trên hướng Mogilev - Orsha, Phương diện quân Tây vẫn chưa khắc phục được phòng tuyến của Tập đoàn quân 4 (Đức) trên sông Pronya. Ngày 30 tháng 11, nhận thấy nếu tiếp tục tấn công sẽ bị hở sườn, Bộ tư lệnh Phương diện quân Byelorussia ra lệnh cho các tập đoàn quân thuộc quyền ngừng tấn công và chuyển sang phòng ngự cứng rắn.

## Kết quả và đánh giá

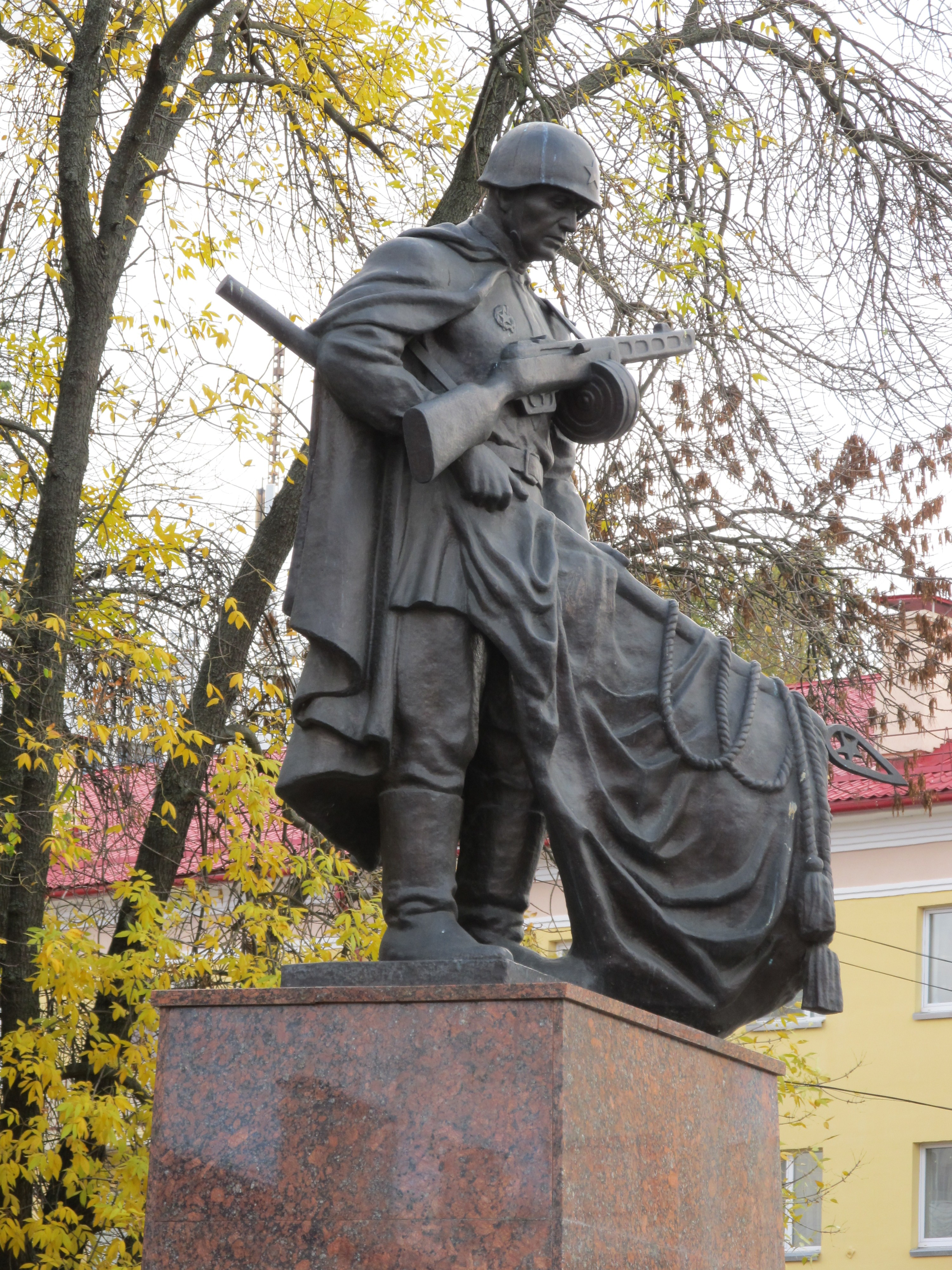
Tượng đài chiến sĩ Hồng quân ở Ploshad (tỉnh Gomel)

### Kết quả
Quân đội của Phương diện quân Byelorussia (bao gồm cánh Bắc của Phương diện quân Trung tâm và Phương diện quân Bryansk) đã hoàn thành nhiệm vụ tiến công trên lãnh thổ Belarus từ 50 km ở cánh Bắc đến 130 km ở cánh Nam, tiếp cận rìa phía Đông vùng đầm lầy Polesia, chia cắt Cụm tập đoàn quân Trung tâm và Cụm tập đoàn quân Nam (Đức). Việc kết nối hai cánh quân mạnh của quân đội Đức Quốc xã gặp khó khăn lớn khi chỉ có thể thực hiện được qua đầu mối giao thông Kovel (???), nằm ở rìa phía Tây vùng đầm lầy này, xa hơn 200 km về phía Tây. Chỉ trong 20 ngày tấn công, quân đội Liên Xô đã giải phóng các đô thị quan trọng Gomel, Rechitsa và hơn 500 khu dân cư. Quân đội Liên Xô đã loại bỏ hai trong ba phòng tuyến quan trọng của quân Đức trên sông Sozh và sông Dniepr, chiếm lĩnh những đầu cầu có lợi trên bờ Tây sông Dniepr và hành lang chiến lược Rechitsa - Khutor giữa sông Berezina và sông Pripyat, uy hiếp các cụm phòng ngự Zhlobin và Mozyr của Tập đoàn quân 9 và Tập đoàn quân 2 (Đức). Từ ngày 1 tháng 12 đến cuối năm 1943, các tập đoàn quân 2 và 9 (Đức) nhiều lần mở các trận phản kích trên khu vực từ Novy Bykhov qua Zhlobin đến Kalinkovichi nhưng không thể đánh bật các tập đoàn quân Liên Xô khỏi tuyến phòng ngự mà họ đã chiếm lĩnh.
Quân đội Liên Xô tổn thất 21.650 người chết (bằng 2,8% tổng quân số tham gia chiến dịch), 66.556 người bị thương trong chiến đấu và các thương tích khác.
Quân đội Đức Quốc xã mất 9.765 người chết và mất tích, 24.558 người chết và bị thương.

### Đánh giá
Đòn nghi binh của Tập đoàn quân 3 thực hiện cuối tháng 10 năm 1943 trên hướng Novy Bykhov đã thu hút một phần lực lượng xe tăng, cơ giới của Tập đoàn quân 9 (Đức) lên phía Bắc, làm cho mật độ phòng ngự của quân Đức trên hướng Nam Gomel bị suy yếu. Quân Đức đón đợi cuộc tấn công chính của Phương diện quân Byelorussia trên "chỗ lồi" Gomel - Dobruzh (???), mục tiêu của chiến dịch. Tuy nhiên, tướng K. K. Rokossovsky đã chọn ngã ba sông ở Loyew, nơi hợp lưu giữa sông Berezina và sông Dniepr để vượt sông bằng cả hai tập đoàn quân 48, 65, 2 quân đoàn kỵ binh và 1 quân đoàn xe tăng. Đồn đột kích nhanh chóng bằgn kỵ binh và xe tăng này đã loại bỏ cả hai tuyến phòng thủ sông Sozh và sông Dniepr của Tập đoàn quân 2 và cánh Nam Tập đoàn quân 9 (Đức), uy hiếp chủ lực quân Đức đóng trên bờ Tây các con sông này. Khi thống chế Ernst Busch "đọc" được diễn biến của các sự kiện thì đã muộn. Hai tập đoàn quân 48 và 65 cùng các quân đoàn xe tăng và kỵ binh Liên Xô đã làm chủ hoàn toàn bờ Tây sông Dniepr từ Loyew đến Gorval. Sau khi trung tâm phòng ngự Rechitsa bị quân đội Liên Xô đánh chiếm ngày 18 tháng 11, Cụm phòng thủ chính của Tập đoàn quân 2 (Đức) ở Gomel trở nên bị cô lập và buộc phải triệt thoái nếu không muốn lâm vào thế bị bao vây và tiêu diệt.
Pháo binh của Phương diện quân Byelorrusia đã có những bước tiến bộ lớn qua từng trận đánh. Do coi trọng công tác trinh sát và đặt nhiều đài quan sát hiệu chỉnh hỏa lực nên họ đã xạ kích chính xác với mức tiêu hao đạn dược tối thiểu. Mặt dù mật độ pháo binh của quân đội Liên Xô trên hướng tấn công chính (hướng Loyew) không lớn, chỉ khoảng 110 khẩu/km chính diện do phải san sẻ cho Tập đoàn quân 3 ở cánh Bắc nhưng cũng đủ để phá hủy nhiều công trình phòng thủ của quân Đức trên bờ sông và sâu đến 7–8 km ở phía trong, mở đường cho bộ binh, kỵ binh và xe tăng Liên Xô nhanh chóng vượt sông. Việc đẩy cao tốc độ tiến công của các tập đoàn quân 48 và 65 còn có sự đóng góp lớn của công binh. Họ đã bắc 7 cây cầu phao lớn, 12 cầu gỗ ván, sửa chữa 33 cây cầu khác, thiết lập 26 bến vượt, phục hồi 275 km đường bộ, 155 km đường cao tốc và 109 km đường sắt, tháo gỡ 13.500 quả mìn các loại.
Tuy nhiên, chỉ huy các tập đoàn quân 11 và 63 đã có những thiếu sót làm cho mục tiêu bao vây, tiêu diệt cánh quân Đức tại khu vực Gomel không thực hiện được theo kế hoạch. Các tướng I. I. Fedyuninsky và V. Ya. Kolpakchi đã không tổ chức vượt sông công kích xa hơn về phía Bắc Gomel tại bàn đạp Chechersk của Tập đoàn quân 63 mặc dù họ hoàn toàn có thể tập trung được binh lực tại đây. Trong tay của các tư lệnh của hai tập đoàn quân 11 và 63 có lực lượng đột kích mạnh gồm 4 trung đoàn tăng và 2 trung đoàn pháo tự hành, nhưng họ đã không dám mạo hiểm đưa lực lượng này vượt sông Sozh để tăng cường cho mũi tấn công vào phía Bắc Gomel khi 2 sư đoàn xe tăng và cơ giới Đức còn đang bận đối phó với Tập đoàn quân 3 (Liên Xô) tại các khu vực đầu cầu Zagorye và Propoysk ở phía Bắc. Đến khi nhận thức được tình hình phía Tây sông Dniepr đang diễn biến có lợi cho quân đội Liên Xô, tướng I. I. Fedyuninsky mới cho hai trung đoàn xe tăng và 1 trung đoàn pháo tự hành tham chiến thì thời cơ đã mất. Sư đoàn xe tăng 4 và Sư đoàn cơ giới 36 Đức đã lùi về cùng với Sư đoàn xe tăng 18 chốt chặt hành lang Buda Koshelyevo - Potapovo, yểm hộ cho cụm Đức đang phòng thủ tại Gomel rút quân theo đường sắt về Zhlobin.
Không lâu sau Chiến dịch Gomel - Rechitsa, ngày 18 tháng 12 năm 1943, Tập đoàn quân 11 được giải thể theo chỉ lệnh của Đại bản doanh Bộ Tổng tư lệnh tối cao Liên Xô. Quân số, vũ khí và phương tiện của tập đoàn quân này được bàn giao cho các tập đoàn quân 48 và 65. Tướng I. I. Fedyuninsky, nguyên tư lệnh Tập đoàn quân 11 được điều động đến Phương diện quân Leningrad nhận nhiệm vụ chỉ huy Tập đoàn quân xung kích 2 tại bàn đạp Oranielbaum.